# CSUNマタドアーズ

CSUNカラーのBWCのロゴ

CSUNマタドアーズ または CSUNマタドールズ（英: CSUN Matadors、発音: シーサン・マタドアーズ）は、アメリカ合衆国のカリフォルニア州立大学ノースリッジ校のスポーツ競技チーム。NCAAディビジョンI所属。

## 競技チーム
| 男子スポーツ                            | 女子スポーツ       |
| --------------------------------------- | ------------------ |
| 野球                                    | バスケットボール   |
| バスケットボール                        | ビーチバレーボール |
| クロスカントリー                        | クロスカントリー   |
| ゴルフ                                  | ゴルフ             |
| サッカー                                | サッカー           |
| 陸上†                                   | ソフトボール       |
| バレーボール                            | テニス             |
|                                         | 陸上†              |
|                                         | バレーボール       |
|                                         | 水球               |
| †屋外競技チームと室内競技チームがある。 |                    |